# Touring (pattinaggio)
Nel pattinaggio il touring è un salto uguale al rittberger, l'unica differenza è che in questo salto si arriva con il piede sinistro e filo piatto. Questo salto non ha doppi e/o tripli perché viene detto "salto di unione" perché unisce un salto qualsiasi ad un lutz o ad un salchow (singoli, doppi o tripli che siano).